# ラジオ朝市
『ラジオ朝市』（ラジオあさいち）は、CBCラジオで1972年4月10日から1993年10月1日まで放送されていたラジオ番組。

## 概要
- CBCレインボースタジオから公開生放送を行っていた[2]。
- 当初は半年の期間限定の予定であった[3]。
- タイトルの「朝市」から分かる様にショッピング情報を主軸とする番組として開始した[4]。しかし、これでもかというプレゼント攻勢（プレゼントは「とんでくるくるプレゼント」と称していた）と新間の名古屋弁をふんだんに交えたトークがリスナーから人気を得て、高聴取率を獲得[5]。20年以上に渡り、CBCラジオの平日朝の看板番組として親しまれた[6][7]。
- 1974年に番組のリスナーを中心に中日ドラゴンズの私設応援団「朝ドラ応援団」[注釈 1]を結成して、新間が団長を務めた[7]。
- 新間は番組で木魚を叩いていた。
- 新間が番組を休む際は谷口徹次や青空ほしおが代役を務めていた。後述のオープニングは谷口や青空向けの口上に差し替えられた。
- プレゼントが郵送された際、同封の挨拶状に「夢ではありません。当たったのです！」などとユニークな口上が入っていた。
- 1987年の時点で新間は上岡龍太郎とディレクターとの徹夜麻雀で15分遅刻以外は無遅刻・無欠勤であった[8][9]。遅刻時にガソリンスタンドの電話からタイトルコールを行った[10]。
- 1975年6月23日、放送回数が1000回に到達。「ラジオ朝市1000回記念ショー」が開催された[11]。
- 1978年8月28日、放送回数が2000回に到達。
- 1978年11月23日、CBCラジオの周波数が1050kHzから1053kHzの本放送に移行した最初の番組であった（5時 - 9時までは試験放送）。
- 1984年4月7日までは土曜日も放送していたが『三久保角男のハミングサタデー』の開始に伴い、終了した。土曜日のプレゼントは5000円分の御寿司であり、土曜日終了に伴い金曜日へ移行した。
- 1987年2月2日、放送回数が4500回に到達[12]。
- 1989年、5000回記念公開生放送を行った。
- 1991年4月25日、5602回公開生放送「長寿番組日本新記録達成」の記念イベントを行った[13]。当時のラジオ生放送番組における、パーソナリティ最多担当回数記録を樹立[14][注釈 2]。ギネスブックの認定を受けている[注釈 3]。新間は1991年8月30日の放送まで19年4ヶ月・担当回数5693回という長きに渡り、パーソナリティを務めた[7][15]。
- 1991年8月31日、新間が記者会見で翌年夏に控えた第16回参議院議員通常選挙の愛知県選挙区から立候補を表明[16]に伴い、番組を降板[注釈 4]。1991年9月より、西が2代目パーソナリティを務め、番組のコーナーを変更。リニューアルが図られた。1993年10月改編を以て、21年半の歴史に幕を閉じ、『つボイノリオの聞けば聞くほど』を開始した[17]。
- 新間は2001年10月から名古屋シティエフエムで金曜日の午後に、木魚など様々な点で本番組と類似した内容の「新間ちゃんのシャナナ昼市」を担当。名古屋シティエフエムの廃局に伴い、MID-FMに移行。2010年12月24日まで「新間ちゃんのラジオde昼市」を担当していた[18]。本番組と同様にプレゼントは多かった[19]。
- 2021年11月13日、新間の長男の会社が主催するイベント「きっかけ文化祭」を大須演芸場で開催。同イベントの第2部で新間の米寿を記念して「朗読バラエティー シンマちゃんの大炎上の先に見えた光」の中で、ラジオ朝市の再現が行われた。この時は4代目アシスタントの新美静代が出演した[20][21][注釈 5][注釈 6]。

## 放送時間
| 期間                          | 放送時間                                                       |
| ----------------------------- | -------------------------------------------------------------- |
| 1972年4月10日 - 1993年10月1日 | 月曜日 - 金曜日 9:00 - 10:00                                   |
| 1972年4月15日 - 1974年        | 土曜日 9:00 - 9:55                                             |
| 1974年 - 1975年               | 土曜日 9:00 - 10:52 10時台は「ラジオ朝市別冊大付録」として拡大 |
| 1975年 - 1984年4月7日         | 土曜日 9:00 - 9:55                                             |

## 出演者
パーソナリティ
- 初代 - 新間正次（1972年4月10日 - 1991年8月30日）
- 2代目 - 西金之助（1991年9月 - 1993年10月1日）

アシスタント
- 大島節子（愛称は「おせつ」）[23][24]
- 沓沢洋子（愛称は「ヨッコ」）
- ザ・ドーナッツ（田口秀子・恵子の双子姉妹、1977年 - 1981年）
- 新美静代（愛称は「シー坊」、1981年 - 1993年10月1日）[23][25]

## タイムテーブル
- 9:00 オープニング
- 9:55 エンディング

※新間は当番組終了後に放送していた『メルサ ラジオショッピング』を引き続き担当。まれに「～ショッピング」で、「朝市」アシスタントをネタにすることがあった。

## コーナー
当番組終了時点
- 電話クイズ 三つまとめて答えてちょ～ → 三つまとめて答えてね
  - はがきで応募した中から選ばれたリスナーが電話出演。クイズの内容は「歌手名当てクイズ」「曲名当てクイズ」など[26]。1981年の時点では全問正解者に電卓、ラジオなどの賞品が[27]、1986年当時は当番組オリジナルのテレホンカードがそれぞれ用意されていた[26]。
- おはよう愛知県警
- わが家のわんぱく天使

### これ以前のコーナー
- みんなのケチケチ大作戦
  - 1974年頃のオイルショック時に企画された[28]。
  - 上岡龍太郎と組んで、リスナーの節約術を紹介する[28]。
  - 1974年に日本民間放送連盟賞の娯楽番組の優秀賞を受賞している[29]。
- クイズ・ワン・ツー・スリー
- 電話でうたおう 花束プレゼント
  - リスナーは送り主の名前、日時、場所と花束をもらう理由を書いて応募、その中から選ばれた毎日一名に花束が贈られる[27]。
- チビッ子お誕生日プレゼント
  - 子供の誕生日と親の住所・氏名・電話番号、親と子にまつわる面白いエピソードを書いて応募。1981年の時点では子供にはアルバムが、両親には味噌またはうどんの詰め合わせセットが贈られた[27]。
- 50秒プレゼント
- 目玉プレゼント
- 週間プレゼント
  - 「週間 - 」では放送が月曜日 - 土曜日だった頃では月曜から金曜まで応募者を電話で受け付け、土曜日に当選者を発表。高価な品物も多く用意されていた。1981年時点では「目玉 - 」「週間 - 」の2コーナーは応募者が多かったため、応募者の居住地域制限及び電話番号の末尾制限（偶数・奇数など）が設けられていた[27]。
- ラッキー白ナンバー
- アラアラかしこ
- ショッピングガイド

## コンビの名称
- 新節コンビ（新間・大島担当時）
- 新洋コンビ（新間・沓沢担当時）
- ドー新コンビ（新間・ザ・ドーナッツ担当時）
- 新新コンビ（新間・新美担当時）[25]
- 新金コンビ（西・新美担当時）

## オープニングの流れ

### 新間正次
- 新間「9時だ～! 9時です～! 9時だなも～!（木魚二回）」
- アシスタント「9時になったら始めましょう～!」
- 新間「ラジオ～!（木魚一回）朝市～!（木魚連打）ほんなら行こみゃーか」

オープニングが流れる（新間が木魚で合いの手を入れながら、テーマ曲が流れる）
- 新間「わたしゃ新間で、やることトンマ。これから言うこと、みなほんま～!、聞いてる奥さんたちゃ、これまたええわいの。さて、9時から始まりました、ラジオ朝市。電話でハガキで駆け込みで何か一点、どなたかに何か当たるという、1時間あげっぱなしのプレゼントしっぱなしーというわけでございまして、お相手はもうおなじみ、350万人ミセスのアイドル、ドラキチ → 朝ドラ応援団長の新間ちゃんと（木魚三回）」
- アシスタント「OOOOことOOOOと」
- 新間「OOOOコンビでお送りいたしますでなも～!（木魚二回）」
- アシスタント「それでは、ラジオのお聞きの皆さん。はがき、メモ、鉛筆のご用意はよろしいですか? それと電話の準備も大丈夫ですね」
- 新間「はい、それではいこみゃーかっ！」
- 新間・アシスタント「ラジオ、朝市～（木魚連打）」
- 新間「CBC＆you、朝市＆you　CBCがある、あなたがいりゃーす。そしての顔をとり持つ、ラジオ朝市」
- 新間・アシスタント「おはようございます」[30][12][31][32]

※新間が休みの際は青空ほしおが代理出演することがあり、そのときは「わたしゃ、ほしおで何でも欲しお」など上記を模したバージョンが流れた。

## テーマ曲
- 『黄金の7人・1+6エロチカ大作戦』の「Homo Eroticus」（アルマンド・トロヴァヨーリ作曲)が使用された。但し、サントラ盤と比べると、曲のテンポが少し早くなっている。